# Warlus (Pas-de-Calais)
Warlus település Franciaországban, Pas-de-Calais megyében. Lakosainak száma 379 fő (2022. január 1.). Warlus Gouves, Agnez-lès-Duisans, Berneville, Dainville, Duisans, Montenescourt, Simencourt és Wanquetin községekkel határos.

## Népesség
A település népessége az elmúlt években az alábbi módon változott:
| Lakosok száma | 377  | 374  | 383  | 377  | 376  | 379  | 382  | 381  | 379  |
|               | 2013 | 2015 | 2016 | 2017 | 2018 | 2019 | 2020 | 2021 | 2022 |